# Haselbourg
Haselbourg là một xã trong vùng Grand Est, thuộc tỉnh Moselle, quận Sarrebourg, tổng Phalsbourg. Tọa độ địa lý của xã là 48° 41' vĩ độ bắc, 07° 12' kinh độ đông. Haselbourg nằm trên độ cao trung bình là 450 mét trên mực nước biển, có điểm thấp nhất là 225 mét và điểm cao nhất là 501 mét. Xã có diện tích 6,11 km², dân số vào thời điểm 2006 là 323 người; mật độ dân số là 54 người/km². Xã nằm khoảng 13 km về phía đông nam của Sarrebourg.

## Thông tin nhân khẩu
| 1962 | 1968 | 1975 | 1982 | 1990 | 1999 |
| ---- | ---- | ---- | ---- | ---- | ---- |
| 262  | 265  | 290  | 299  | 351  | 305  |